# جورینتسی
جورینتسی (به صربی: Đurinci) یک منطقهٔ مسکونی در صربستان است که در Sopot واقع شده‌است. جورینتسی ۱٬۰۸۸ نفر جمعیت دارد.